# Violence Jack
Violence Jack (バイオレンスジャック Baiorensu Jakku?) es un manga japonés escrito e ilustrado por Gō Nagai en 1973. Ha tenido muchas serializaciones que han arrancado en los años 70, 80, 90 y 2000. Muchas de las historias han sido recopiladas en alrededor de 45 tankōbon mientras que unas pocas de ellas han sido publicadas en un tankōbon especial y otras aún no han sido publicadas en dicho formato.
Unas pocas de las sagas del manga fueron adaptadas en tres OVAs independientes lanzadas en 1986, 1988 y 1990. Dichas OVAs han llegado a los países de Estados Unidos, Italia, Francia, Reino Unido, y Nueva Zelanda. En algunos de esos países, los OVAs han sido víctimas de la censura, mientras que en Australia el segundo OVA, Violence Jack: Evil Town fue prohibido por completo.

## Argumento
La serie tiene lugar en un mundo destruido por un terremoto devastador en el que los humanos supervivientes sortean sus vidas entre los más débiles y los más fuertes. Violence Jack es descubierto entre los restos de hormigón por los habitantes de la ciudad, finalmente tendrán que enfrentarse al despiadado Slum King.

## Manga
La primera serialización fue el 22 de julio de 1973 y terminó el 29 de septiembre de 1973 en la Weekly Shōnen Magazine, publicada por Kodansha. La segunda fue en la Monthly Shōnen Magazine, también publicada por Kodansha, desde enero de 1977 hasta diciembre del 78. Estas dos serializaciones de Kodansha fueron originalmente publicadas en 7 volúmenes.
Cinco años después, la serialización continuó en la Weekly Manga Goraku, publicada por Nihonbungeisha, desde el 5 de agosto de 1980 hasta el 23 de marzo de 1990. Esta serialización acabó con un total de 31 volúmenes.

### Personajes de otros mangas de Nagai
Un gran número de personajes de los mangas de Nagai aparecen en Violence Jack. Muchos de ellos tienen dedicado un arco histórico. He aquí unos cuantos:
- Cutie Honey
- Dororon Enma-kun
- God Mazinger
- Harenchi Gakuen
- Mazinger Z
- Zuba Ban